# グロリオーソの航海
グロリオーソの航海（グロリオーソのこうかい、英語: Voyage of the Glorioso）はジェンキンスの耳の戦争中に4度行われた、スペインの70門艦グロリオーソとそれを拿捕しようとした、グレートブリテン王国の小艦隊の戦闘。グロリオーソはアメリカからの銀貨4百万ドルを載せてスペインへ航行、アゾレス諸島とフィニステレ岬沖でそれぞれイギリス艦隊の攻撃を退け、スペインのコルクビョン港で積荷を降ろした。
数日後、グロリオーソは修理のためにカディスへ向かっている最中、サン・ヴィセンテ岬沖でイギリスの私掠船4隻、続いてジョン・ビング提督の艦隊から派遣された戦列艦ダートマスとラッセルの攻撃を受けた。ダートマスは爆発して乗員のほとんどが死亡したが、92門艦のラッセルはグロリオーソに降伏を強いることに成功した。ラッセルはグロリオーソをリスボンまで連行したが、グロリオーソがひどく損傷していたため結局解体された。グロリオーソの指揮官ペドロ・メシア・デ・ラ・セルダと乗員たちは捕虜としてイギリスに連行されたが、彼らはスペインでは英雄として扱われ、イギリスでも尊敬を受けた。イギリスの海軍士官数人は軍法会議にかけられて海軍から追放された。

## 経過

### 第一次戦闘
1740年にハバナで進水したスペインの戦列艦グロリオーソはペドロ・メシア・デ・ラ・セルダを指揮官として、1747年7月に出港してスペインへ戻ろうとした。グロリオーソの積荷は約4百万の銀貨であった。7月25日、霧の中ではあったが、アゾレス諸島のフローレス島近くでイギリスの商船隊が発見された。正午に霧が消えて視界がよくなると、イギリス船が10隻もあり、うち3隻が戦艦であることが判明した。3隻の戦艦とは60門戦列艦ウォリック、40門フリゲートのラルク、20門ブリッグ1隻だった。
デ・ラ・セルダは戦闘を準備したが、同時にそれを避けようとして風上の位置を維持して積荷を保護しようとした。イギリス艦隊はグロリオーソを追撃、21時に軽いスループがグロリオーソに追いついて、両艦は砲撃を交わしたが効果がなかった。しかし2時にスコールがおきた結果、グロリオーソは風上の位置を維持できなくなり、イギリス艦隊に追いつかれた。
商船隊の護衛艦隊の指揮官ジョン・クルックシャンクスはブリッグに商船隊の保護を命じ、ラルクにグロリオーソの攻撃を命じた。この命令の結果は、グロリオーソの激しい砲火でラルクの船体と艤装がひどく損傷することだった。続いてウォリックが到着してグロリオーソを攻撃したが、逆にマストが全損して撤退を余儀なくされた。グロリオーソも船体に砲弾4枚を打ち込まれ、艤装が損傷した。グロリオーソでは死者5人（うち文民2人）と負傷者44人を出した。ウォリックは損傷が大きかったが、人員の損失は戦死4人と負傷20人に留まった。
イギリス海軍本部が戦闘について知ると、クルックシャンクスは加勢を断り、戦闘において怠慢があったとして軍法会議にかけられて有罪を宣告された。彼は階級の保持を許されたが、海軍からは追放された。

### 第二次戦闘
第一次戦闘の後、グロリオーソはスペインへの航行を続けた。戦闘で受けた損傷のうちいくつかは修理できたが、より厳しい損傷は入港して修理を行う必要があった。それでも、フィニステレ岬が見えた頃にジョン・ビング提督配下の50門戦列艦オックスフォード、24門フリゲートのショーハム、20門ブリッグのファルコンが襲いかかってきたときもそれを撃退することができた。3時間の戦闘ののち、イギリス艦3隻ともひどく損傷して撤退した。オックスフォードの艦長カリス（Callis）は後に軍法会議にかけられたが、クルックシャンクスと違って無罪放免となった。グロリオーソは第二次戦闘で船首斜檣を失い、数人の損失を出したが、翌日（8月16日）にガリシアのコルクビョンに入港して積み荷を降ろした。

### 第三次と第四次戦闘

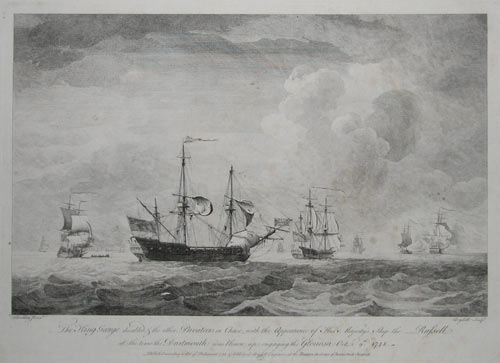
ダートマスが爆発したとき、キング・ジョージも航行不能に陥っていた。チャールズ・ブルッキング作、1753年。

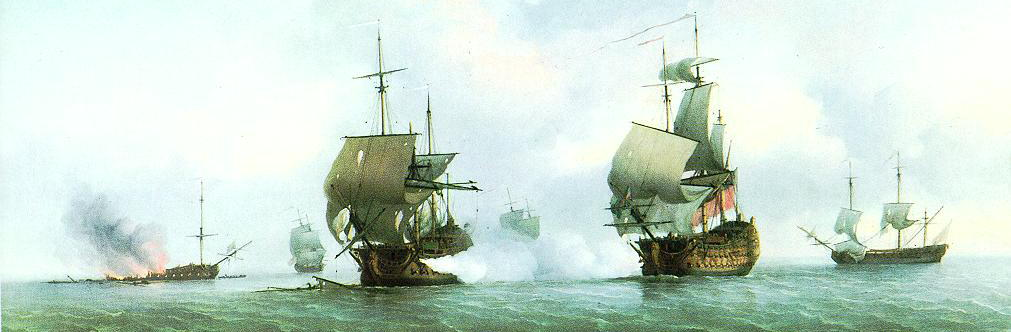
第四次戦闘において、グロリオーソとラッセルが戦っている場面。後ろにダートマスが沈没している姿が見える。

グロリオーソの乗員はコルクビョンでグロリオーソが航海に適する程度までに修理を行った。その後、デ・ラ・セルダはフェロルに向かうことを決めたが、逆風で艤装が損傷したためカディスへ向かわざるを得なかった。イギリス船との戦闘を避けるためにポルトガル海岸を避けて航行したが、10月17日にサン・ヴィセンテ岬近くでジョージ・ウォーカー代将率いるイギリス私掠船隊に遭遇した。この私掠船隊はフリゲートのキング・ジョージ、プリンス・フレデリック、プリンセス・アメリア、デュークの4隻であり、合計960人と大砲120門を有し、その艦名により「ロイヤル・ファミリー」（Royal Family、「王家」）と呼ばれた。
午前8時、私掠船隊の旗艦キング・ジョージはグロリオーソへの接近に成功、砲撃を開始した。3時間にわたる砲撃戦の結果、キング・ジョージはグロリオーソの大砲斉射によりメインマストと大砲2門を失い、グロリオーソも損傷して逃走を余儀なくされた。グロリオーソは南への逃走を試みるがイギリスの残りのフリゲート3隻は追跡、さらに増援でやってきた50門艦ダートマスと92門艦ラッセルも追跡をはじめた。
ダートマスの艦長ジョン・ハミルトンはグロリオーソの隣まで追いつくことに成功したが、ダートマスは激しい砲撃戦ののち弾薬庫が炎上、10月8日の15時30分に爆発してハミルトン艦長以下乗員の大半が死亡した。生き残ったのはクリストファー・オブライエン大尉（Christopher O'Brien）と海員11人だけとされたが、乗員300のうち14人が生き残ったとする資料もある。生還者の1人によると、ダートマスのマストが破れ、グロリオーソの砲火でひどく損傷していた最中、グロリオーソからの砲撃が弾薬庫を直撃、火事が起きて火薬に火をつけ、やがて船が爆発する結果となった。彼によると、乗員325人のうち15人が助かったという。生還者はプリンス・フレデリックからの救命ボートで救助された。その夜、イギリスのフリゲート3隻はラッセルと合流してグロリオーソを砲撃した。グロリオーソは真夜中から午前9時まで抵抗したが、マストが破れて船も沈没寸前、弾薬もなく、戦死33人と負傷130人を出している状況において、デ・ラ・セルダは抵抗が不可能と考えて降伏した。ラッセルは戦死12人と負傷数人を出し、キング・ジョージも8人の死者を出した。

## その後

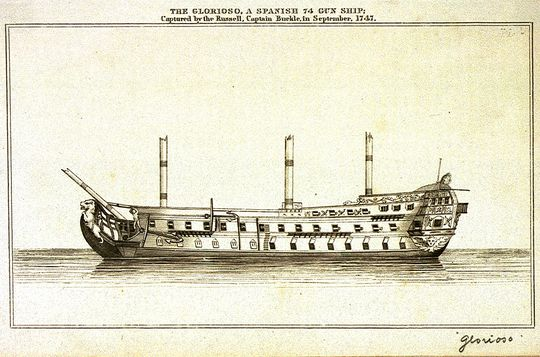
グロリオーソを描いたイギリスの版画。

戦闘の後、イギリス艦隊はグロリオーソをリスボンまで連行した。グロリオーソは詳しく調べられたが、イギリス海軍に編入されずに解体された。私掠船隊の指揮官であるウォーカー大尉は「ロイヤル・ファミリー」の所有者の1人から危険を冒して優勢の敵に挑んだと叱責されたが、ウォーカーは下記のように異議を唱えた。
| 「                                                | もしわたしが予想したように財宝がグロリオーソに積まれていたら、あなたの賛辞ははるかに違ったのであろう。または、もし財宝が積まれているのに逃げられたら、あなたはどのように言ったのであろうか？ | 」 |
| —ジョージ・ウォーカー大尉、リスボン、1747年10月。 | |    |

デ・ラ・セルダ以下グロリオーソの乗員はプリンス・フレデリックとキング・ジョージに載せられてロンドンへ連行され、そこで囚われたが、イギリスは敵ながら彼らを尊敬した。その後、デ・ラ・セルダはスペインに戻ると勇気を称えられて大尉に昇進、生き残った乗員にも褒賞が与えられた。いくつかのイギリス側の資料によると、グロリオーソの守備はスペインの海軍史に残るほどの戦闘だったという。